# Krožno križišče
Krožišče oziroma krožno križišče je kanalizirano križišče krožne oblike z nepovoznim, delno povoznim ali prevoznim središčnim otokom ter krožnim voziščem v katerega se steka tri ali več krakov cest in po katerem poteka vožnja nasprotno od smeri gibanja urinega kazalca. Leta 1989 so v Ljubljani pri Žalah zgradili prvo slovensko sodobno krožišče.

## Vrste krožnih križišč
Enopasovno krožno križišče s po enim voznim pasom na uvozih/izvozih, katerega krožno vozišče je enopasovno.
Večpasovno krožno križišče z enim ali več voznih pasov na uvozih/izvozih, katerega del krožnega vozišča ali celotno krožno vozišče je oblikovano kot večpasovno vozišče.

## Elementi krožnega križišča
Sestavni elementi krožnega križišča so:
- krožno vozišče (eno- ali večpasovno)
- sredinski otok
- povozni del sredinskega otoka
- kraki krožnega križišča so dovozne ceste (ali vozni pasovi)
- lahko pa še: kolesarska steza, pločnik ali pešpot.

In seveda prometna signalizacija in oprema.

## Delitev glede na lokacijo in velikost
- Mini urbano: premer 14–25 m, kapaciteta 10.000 vozil/dan
- Majhno urbano: premer 22–35 m, kapaciteta 15.000 vozil/dan
- Srednje veliko urbano: premer 30–40 m, kapaciteta 20.000 vozil/dan
- Srednje veliko (enoopasovno) izvenurbano: premer 35–45 m, kapaciteta 22.000 vozil/dan
- Srednje veliko (dvoopasovno) izvenurbano: premer 40–70 m
- Veliko izvenurbano: premer > 70 m

## Delitev glede na namembnost
- Krožna križišča za umirjanje prometa (uporaba predvsem v naseljenih območjih, pred in za vasmi in podobno)
- Krožna križišča za omejevanje prometa (v naseljih za omejitev oziroma zagotavljanje vnaprej določene kapacitete)
- Krožna križišča za zagotavljanje čim večje kapacitete izven naselij

## Delitev glede na število krakov
- S tremi kraki
- S štirimi kraki
- S petimi ali več kraki

## Delitev glede na vodenje posameznih smeri
- Nivojsko vodenje: v krožno križišče ali mimo njega
- Večnivojsko vodenje (primer krožišče Tomačevo na H3 v Ljubljani)

## Prednosti
Krožna križišča pogosto zamenjujejo običajna križišča, ker imajo naslednje prednosti:
- Velika prometna varnost: 
  - na krožnih križiščih je manj konfliktnih točk za nastanek prometne nesreče.
  - zaradi oblike križišča (središčni otok) je voznikom onemogočeno, da bi z nezmanjšano hitrostjo prevozili križišče, zato so tudi posledice prometnih nesreč v primerjavi s klasičnimi križišči manjše, običajno brez smrtnih žrtev in hudih telesnih poškodb.
- Večja propustnost prometa, kar ima za posledico manj zastojev in s tem zmanjšanje hrupa in drugih emisij.
- Manjši stroški vzdrževanja kot pri semaforiziranih križiščih.
- Služi kot ukrep umirjanja prometa v naseljih.
- Estetski videz krožnih križišč je mnogo lepši posebej v urbanih okoljih.

## Pomanjkljivosti
- Z večanje števila voznih pasov se prometna varnost zmanjšuje.
- Pogosto obstajajo težave s prostorom za umestitev (pozidano območje)
- Prometa v krožnem križišču ni mogoče usmerjati s policijo.
- Krožna križišca niso priporočljiva pred inštitucijami za slepe in slabovidne ter slušno motene, pred domovi za ostarele, bolnišnicami in zdravstvenimi domovi in na vseh drugih mestih, kjer nemotorizirani udeleženci v prometu zaradi svojih fizičnih prizadetosti ne morejo varno prečkati ceste brez svetlobnih signalnih naprav.
- So tudi slaba rešitev pri močnem prometnem toku levih zavijalcev.